# Ineu (Arad)
Ineu (Hongaars: Borosjenő) is een stad (oraș) in het Roemeense district Arad. De stad telt samen met het bijbehorende dorp Mocrea 10.216 inwoners (2002). Ongeveer 10 procent van de bevolking behoort tot de Hongaarse minderheid.
Stad met gemeentestatus: Arad

Steden zonder gemeentestatus: Chișineu-Criș · Nădlac · Sebiș · Ineu · Lipova · Pâncota